# Équation de Richards
L’équation de Richards décrit le transfert de l'eau dans les sols non-saturés. Quoiqu'elle porte le nom de Lorenzo A. Richards, qui la publia en 1931, elle avait été établie 9 ans auparavant par Lewis Fry Richardson dans son essai « Weather prediction by numerical process » (1922). C’est une équation aux dérivées partielles non-linéaire, pour laquelle on ne connaît de solution analytique que pour certaines situations très simples.
Elle repose sur la combinaison de l’équation de Darcy étendue à un milieu non saturé par Edgar Buckingham et de l'équation de continuité. Cette équation (appelée équation de Richards) s'écrit pour un écoulement vertical en régime transitoire :
{\displaystyle {\frac {\partial \theta }{\partial t}}={\frac {\partial }{\partial z}}\left[K(\theta )\left({\frac {\partial h}{\partial z}}+1\right)\right]\ }
où
{\displaystyle K} est la conductivité hydraulique du sol (m.s⁻¹).
{\displaystyle h} est la charge matricielle due à l’action capillaire, exprimée en hauteur d’eau équivalente (m),
{\displaystyle z} est l’altitude par rapport à un système géodésique de référence (m),
{\displaystyle \theta } est la  teneur en eau volumétrique (cm³.cm⁻³), et
{\displaystyle t} est le temps (s).

## Des hypothèses à l'équation
L’équation de Richards sera établie ici dans le cas simple d'un écoulement vertical.
Le principe de conservation de la masse énonce que le taux de variation du degré de saturation d'une particule est égal au taux de variation de la somme des débits q entrants et sortants de ce volume :
{\displaystyle {\frac {\partial \theta }{\partial t}}={\vec {\nabla }}\cdot \left(\sum _{i=1}^{n}{{\vec {q}}_{i,\,{\text{in}}}}-\sum _{j=1}^{m}{{\vec {q}}_{j,\,{\text{out}}}}\right)}
Mise sous forme unidimensionnelle pour la direction {\displaystyle {\hat {k}}}, on obtient l'équation de continuité en 1D: 
{\displaystyle {\frac {\partial \theta }{\partial t}}=-{\frac {\partial }{\partial z}}q}
La densité de flux d'eau q dans un sol soumis a un gradient de charge hydraulique est régi par la loi empirique de Darcy:
{\displaystyle q=-K{\frac {\partial H}{\partial z}}}
Reportant la densité de flux q dans l'équation de continuité ci-dessus, on obtient :
{\displaystyle {\frac {\partial \theta }{\partial t}}={\frac {\partial }{\partial z}}\left[K{\frac {\partial H}{\partial z}}\right]}
En faisant l'hypothèse que la charge hydraulique totale est composée par les charge matricielle et gravitationnelle (H= h + z), on obtient :
{\displaystyle {\frac {\partial \theta }{\partial t}}={\frac {\partial }{\partial z}}\left[K\left({\frac {\partial h}{\partial z}}+{\frac {\partial z}{\partial z}}\right)\right]={\frac {\partial }{\partial z}}\left[K\left({\frac {\partial h}{\partial z}}+1\right)\right]}
On obtient ainsi l'équation annoncée, dite « formulation mixte » (ou à deux champs) de l’équation de Richards.

## Formulations
L’équation de Richards intervient dans de nombreux articles de sciences de l'environnement puisqu'elle décrit l'écoulement  au sein de la zone vadose mais son caractère non-linéaire intéresse aussi les mathématiciens. On la rencontre d'ordinaire sous trois formes. La formulation mixte (vue ci-dessus) fait intervenir la pression interstitielle et le degré de saturation ; mais on peut l'écrire en ne faisant apparaître qu'un champ : la charge hydraulique, ou le taux de saturation.

### L'équation aux charges
{\displaystyle C(h){\frac {\partial h}{\partial t}}=\nabla \cdot \left(K(h)\nabla H\right)}
où C(h) [1/L] est une fonction décrivant le taux de variation du degré de saturation en fonction de la charge hydraulique :
{\displaystyle C(h)\equiv {\frac {\partial \theta }{\partial h}}}
Cette fonction est appelée « capacité de rétention spécifique » dans la littérature : on peut la mesurer pour différents types de sol en mesurant la vitesse d’infiltration de l'eau dans une colonne de sol, comme l'a montré van Genuchten (1980).

### L'équation aux degrés de saturation
{\displaystyle {\frac {\partial \theta }{\partial t}}=\nabla \cdot D(\theta )\nabla \theta }
où D(θ) [L2/T] est la diffusivité hydraulique du sol :
{\displaystyle D(\theta )\equiv {\frac {K(\theta )}{C(\theta )}}\equiv K(\theta ){\frac {\partial h}{\partial \theta }}}

## Limitations
La résolution numérique de l’équation de Richards demeure l'un des problèmes d'analyse numérique les plus difficiles pour les sciences naturelles. On a, d'ailleurs, critiqué l’équation de Richards, tantôt pour sa sophistication excessive, tantôt pour son caractère « trop simpliste » ; quoi qu'il en soit, le comportement chaotique de ses solutions est bien connu, : on ne dispose d'aucun résultat de convergence pour une loi de comportement donnée. Ce risque de non-convergence restreint l'application générale du modèle de Richards, qui a aussi été critiqué pour la place excessive qu'il fait aux phénomènes de capillarité dans les transferts d'eau ; même pour la simulation de l’infiltration verticale de l'eau de pluie dans un sol sec, il faut un pas d'espace inférieur au cm au voisinage de la surface, du fait de la taille minuscule du volume représentatif des écoulements multiphasiques en milieu poreux. Quant aux calculs tridimensionnels, la solution de l’équation de Richards est sensible à l'anisotropie du sol : le rapport entre perméabilité horizontale et verticale ne doit pas, semble-t-il, dépasser beaucoup 7 pour que la solution soit stable.